# Eiras e São Paulo de Frades
Pour les articles homonymes, voir Eiras.
Eiras e São Paulo de Frades est une paroisse civile portugaise (en portugais : freguesia) de la municipalité de Coimbra dans le district du même nom. Elle est créée en 2013, par fusion des paroisses d'Eiras et São Paulo de Frades.

## Géographie
Eiras e São Paulo de Frades fait partie des paroisses urbaines de Coimbra. Elle est située au nord de la paroisse Coimbra (Sé Nova, Santa Cruz, Almedina e São Bartolomeu), qui correspond au centre-ville historique.

## Histoire
La paroisse est créée par la loi no 11-A/2013 du 28 janvier 2013 portant réorganisation administrative du territoire des freguesias, en fusionnant les paroisses d'Eiras et São Paulo de Frades. Son nom officiel est União das Freguesias de Eiras e São Paulo de Frades et son siège est fixé à Eiras.

## Démographie
Lors du recensement de 2021, Eiras e São Paulo de Frades compte 17 574 habitants. C'est alors la 2e paroisse la plus peuplée de la municipalité de Coimbra, qui totalise 140 816 habitants, derrière Santo António dos Olivais (41 150 habitants).